# Catedral de San Malo (Pontoise)
La catedral de San Malo de Pontoise, también escrito San Maclo o San Maclovio, o simplemente catedral de Pontoise (en francés: Cathédrale Saint-Maclou) es una iglesia católica situada en la ciudad de Pontoise, en las afueras de París, departamento de Val d'Oise, Francia. La catedral es un monumento histórico.

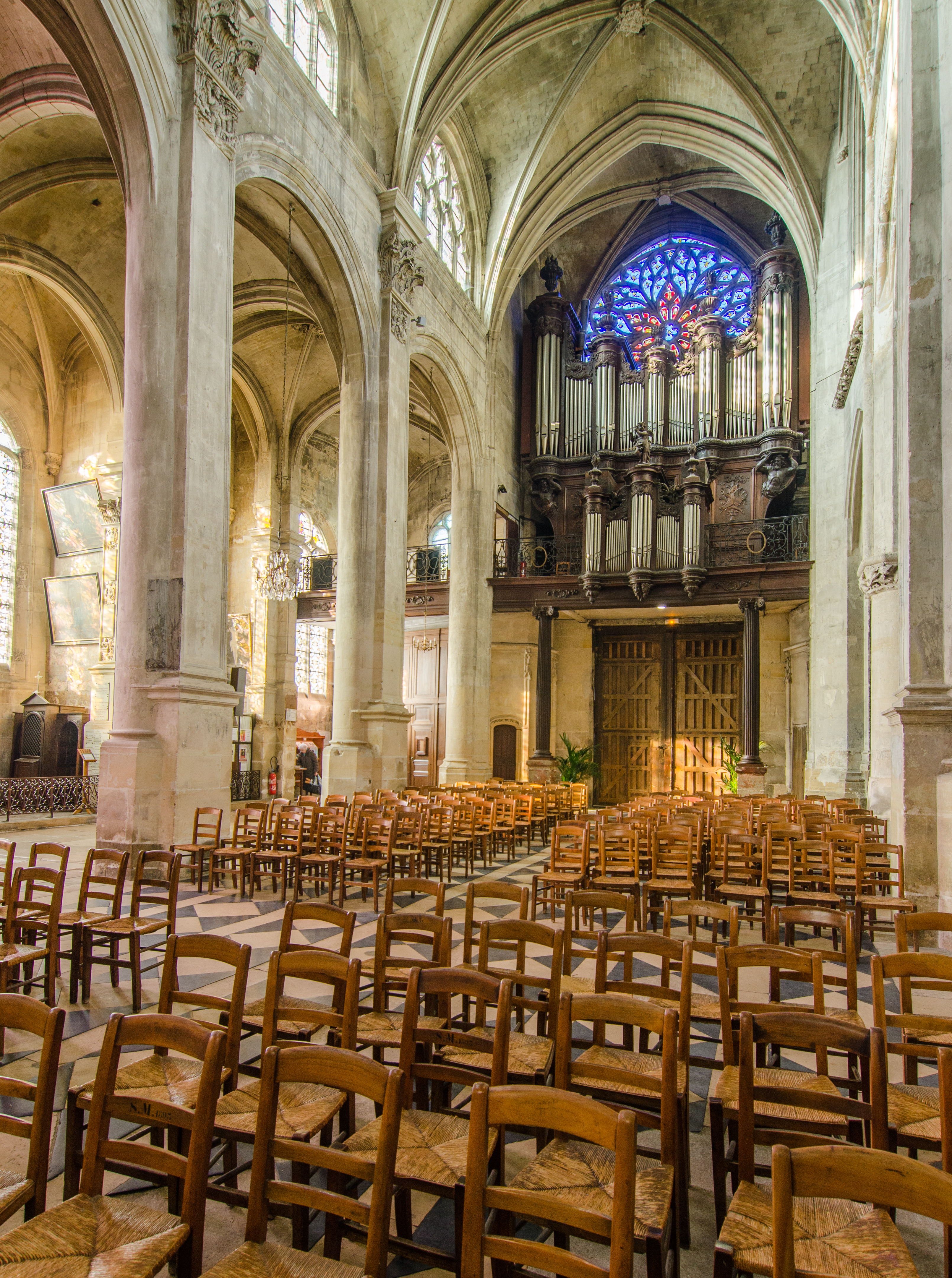
Vista del interior

La iglesia, elevada a la categoría de catedral en 1966, cuando se creó la diócesis de Pontoise, está dedicada a San Maclo o San Maclovo (Maclou). La construcción comenzó en el siglo XII en el sitio de una antigua capilla de San Eustaquio y el edificio fue ampliado y terminado en los siglos XV y XVI. Así, las partes central y oriental de la catedral son del siglo XII, mientras que la torre y el pórtico central son de estilo flamígero. Hay adiciones renacentistas que flanquean la edificación central, y una entrada norte del mismo período.
La actual catedral de Pontoise no fue construida como catedral, sino como una iglesia parroquial en la parte norte de la ciudad de Pontoise, a mediados del siglo XII. El primer párroco vivió allí en el año 1165.
La primitiva iglesia conservó su aspecto original durante aproximadamente un siglo y medio. El 30 de octubre de 1309 un huracán hizo caer la campana central, causando la destrucción parcial de la nave con el colapso de su último pilar en el lado sur. La reparación de la nave fue atendida por los carniceros de la ciudad y fue terminada en 1325. A partir de mediados del siglo XV, la iglesia fue ampliada con dos tramos adicionales a la nave central y las naves laterales al oeste, junto con la elevación de una nueva fachada occidental y la construcción de un nuevo campanario a la izquierda de este último. El trabajo continuó con la restauración de las bóvedas y las ventanas del coro, y terminó inicialmente en 1477 con la construcción de una sacristía en dos niveles, en el lugar que ocupaba la primera capilla al sur del coro.